# Улу Кьорпю
Улу́ Кьорпю́ (азерб. Ulu körpü — «Великий міст») — міст, через річку Курмухчай у Ґахському районі Азербайджану, за 2 км від села Ілісу.

## Історія
У часи Ілісуйського султанату міст був єдиним пунктом, який пов'язував Ілісу з низовиною. За словами старожила з Ілісу, майстра-муляра Н. Ю. Магеррамова Улу Кьорпю побудував на рубежі XIX—XX століть народний майстер Омар. Трохи вище за течією річки колись був інший міст, який не зберігся. Нинішній же міст отримав свою назву від ранішого. Низка авторів, наприклад Ілля Адамія, помилково повідомляють, що інгілойці називають міст Улу Кьорпю «мостом Тамари» і він є одним з характерних одноаркових грузинських мостів XII—XIV століть, що спростовано пізнішими дослідженнями.

## Архітектура
Ширина переходу в місці розташування моста становить близько 15 м. Правий берег обмежений горою, а лівий — великою скелею. Проїзна частина моста сягає в ширину 4,85 м. Для будівництва моста застосовано річковий камінь і тонку обпалену цеглу на вапняному розчині. З цегли в 4 ряди викладено аркове склепіння, яке в прогоні становить 14,60 м. При цьому переважно використано річковий камінь. Оброблені камені зустрічаються над лицьовою частиною арки.
Нижня частини архівольту арки східного фасаду має округлі обриси, внаслідок чого ця частина зводу має кривину як у поздовжньому, так і в поперечному напрямках. Ця особливість моста надавала йому стійкості і міцності під час селевих потоків. Склепіння моста має еліптичний обрис. Завдяки цьому склепіння утворює сильно стиснуту з обох боків жорстку конструкцію.
Пов'язані з паводками ремонти моста здійснювались у різні часи, про що свідчать різні межі кладок і манера виконання лобових стін над склепінням.